# Вилађо Адрјано (Рим)
Вилађо Адрјано је насеље у Италији у округу Рим, региону Лацио.
Према процени из 2011. у насељу је живело 377 становника. Насеље се налази на надморској висини од 65 м.